# Парламентські вибори в Нідерландах 2017

Вибори в Нідерландах — обрання 150 депутатів верхньої палати парламенту Нідерландів, що проходили
в середу, 15 березня 2017 року.
У зв'язку з частою та достроковою зміною урядів Нідерландів у 2002—2012 роках на парламентських виборах 2012 року була сформована коаліція Лейбористської партії та Народної партії за свободу і демократію (ВСД), щоб сформувати абсолютну більшість. Чинний прем'єр-міністр Марк Рютте (ВСД) сформував коаліційний уряд.

## Виборча система
Палата представників, або верхня чи друга палата (Netherlands tweede kamer) складається з 150 місць. Депутати обираються за системою пропорційного представництва у єдиному загальнонаціональному виборчому окрузі

### Партії, що брали участь у виборах
| Номер | Партія                                                 | Голландська абревіатура | Лідер партійного списку (Lijsttrekker) | Кількість місць у парламенті (2012—2017) |
| ----- | ------------------------------------------------------ | ----------------------- | -------------------------------------- | ---------------------------------------- |
| 1     | Народна партія за свободу і демократію                 | VVD                     | Марк Рютте                             | 40                                       |
| 2     | Партія праці (Нідерланди)                              | PvdA                    | Людвіг Ашер                            | 35                                       |
| 3     | Партія свободи                                         | PVV                     | Герт Вілдерс                           | 12                                       |
| 4     | Соціалістична партія                                   | SP                      | Емілія Ремер                           | 15                                       |
| 5     | Християнсько-демократичний заклик                      | CDA                     | Зібранд Бума                           | 13                                       |
| 6     | Демократи 66                                           | D66                     | Александр Пехтольд                     | 12                                       |
| 7     | Християнський союз                                     | CU                      | Жан-П'ер Сегерс                        | 5                                        |
| 8     | Зелені ліві                                            | GL                      | Джессі Клавер                          | 4                                        |
| 9     | Реформістська партія                                   | SGP                     | Кес ван дер Стай                       | 3                                        |
| 10    | Партія захисту тварин                                  | PvdD                    | Тіма Маріанне                          | 2                                        |
| 11    | 50Plus                                                 | 50+                     | Хенрік Кроль                           | 1                                        |
| 12    | Entrepreneurs Party                                    | OP                      | Херо Брінкман                          |                                          |
| 13    | VoorNederland                                          | VNL                     | Ян Роос                                |                                          |
| 14    | Denk                                                   | DENK                    | Туханан Кузу                           |                                          |
| 15    | Nieuwe Wegen                                           | NW                      | Жак Монаш                              |                                          |
| 16    | Forum voor Democratie                                  | FvD                     | Хенрі Бадует                           |                                          |
| 17    | The Civil Movement                                     | DBB                     | Ад Веймс                               |                                          |
| 18    | Free Thinking Party                                    | VZP                     | Норбер Клейн                           |                                          |
| 19    | GeenPeil                                               | GP                      | Ян Джіграф                             |                                          |
| 20    | Pirate Party                                           | PPNL                    | Анкіла ван де Лест                     |                                          |
| 21    | Artikel 1                                              | AR1                     | Сільвана Сімонс                        |                                          |
| 22    | Niet Stemmers                                          | NS                      | Петер Пласман                          |                                          |
| 23    | Libertarian Party                                      | LP                      | Роберт Валентіне                       |                                          |
| 24    | Lokaal in de Kamer                                     | LidK                    | Ян Хейлман                             |                                          |
| 25    | Jezus Leeft                                            | JL                      | Флоренс ван дер Спек                   |                                          |
| 26    | StemNL                                                 | SNL                     | Маріо ван дер Еджінде                  |                                          |
| 27    | Party for Human and Spirit / Basisinkomen Partij / V-R | MenS                    | Тара-Йолє Фронк                        |                                          |
| 28    | Vrije Democratische Partij                             | VDP                     | Бурхан Гокальп                         |                                          |

## Результат
| Партія                                 | Назва | Лідер              | Голосів | %    | +/-   | Місць | +/-  |
| -------------------------------------- | ----- | ------------------ | ------- | ---- | ----- | ----- | ---- |
| Народна партія за свободу і демократію | VVD   | Марк Рютте         |         | 21.3 | -5.3  | 33    | -8   |
| Партія свободи                         | PVV   | Геерт Вілдерс      |         | 13.1 | +3.0  | 20    | +5   |
| Християнсько-демократичний заклик      | CDA   | Зібранд Бума       |         | 12.5 | +4.0  | 19    | +6   |
| Демократи 66                           | D66   | Александр Пехтольд |         | 12.1 | +4.0  | 19    | +7   |
| Соціалістична партія                   | SP    | Емілія Роймер      |         | 9.2  | -0.4  | 14    | -1   |
| Зелені ліві                            | GL    | Джессі Клавер      |         | 8.9  | +6.6  | 14    | +10  |
| Партія праці                           | PvdA  | Людовік Ашер       |         | 5.7  | -19.1 | 9     | -26  |
| Християнський союз                     | CU    | Жан-П'єр Сегерс    |         | 3.4  | +0.3  | 5     | 0    |
| Партія захисту тварин                  | PvdD  | Маріанне Тіма      |         | 3.1  | +1.2  | 5     | +3   |
| 50PLUS                                 | 50+   | Хенрік Кроль       |         | 3.1  | +1.2  | 4     | +2   |
| Реформістська партія                   | SGP   | Кес ван дер Стай   |         | 2.1  | +0.1  | 3     | 0    |
| DENK                                   | DENK  | Тунахан Кузу       |         | 2.0  | нова  | 3     | нова |
| Форум для демократії                   | FvD   | Херрі Баудет       |         | 1.8  | нова  | 2     | нова |

Партія «50PLUS» захищає інтереси пенсіонерів
Партія «DENK» захищає інтереси мігрантів та біженців, переважно турецьких
Партія «Форум для демократії» є ультраправою та виступає за вихід з ЄС

## Кампанія
На цих виборах через побоювання можливих кібератак підрахунок голосів відбувався вручну.